# Panarhizam
Panarhizam je politička filozofija koja se zalaže za miroljubivu koegzistenciju svih političkih sistema, odnosno oblika vladavine, te svakom pojedincu ostavlja slobodu da odabere kome će se od njih potčiniti.